# Antoine Pellion
Antoine Pellion ( Nogent-le-Rotrou, Eure y Loir, 26 de octubre de 1983 ) es un alto funcionario y político francés. Secretario General de Planificación Ecológica desde el 13 de julio de 2022, cargo adjunto al del Primer Ministro francés, el 17 de febrero de 2025 renunció al cargo.

## Biografía
Antoine Pellion nació el 26 de octubre de 1983 en Nogent-le-Rotrou, en el departamento de Eure y Loir. Estudió en el liceo Pritaneo Nacional Militar de La Flèche, donde se graduó con un bachillerato científico en 2001. Asistió a clases preparatorias para las grandes escuelas en el Lycée privé Sainte-Geneviève y luego ingresó en la Escuela Nacional Superior de Minas de París, de donde se graduó en 2006 como ingeniero civil en minas, opción energética. Al mismo tiempo, también estudió durante un año en el Instituto de Tecnología de Massachusetts. Luego se unió al Cuerpo de Minas, promoción de 2008.

## Trayectoria
Fue ingeniero en prácticas en la compañía TotalEnergies en Pointe-Noire, República del Congo, durante 2005, antes de ser asignado al departamento de estrategia de Areva, desde noviembre de 2005 hasta junio de 2006. Más tarde, entre octubre de 2007 y septiembre de 2008 trabajó en la construcción de la Central nuclear de Olkiluoto en Finlandia.
Se incorporó a los servicios gubernamentales franceses en septiembre de 2009 como jefe del servicio de prevención de riesgos laborales en la DRIEE Île-de-France, hasta agosto de 2012. Posteriormente se incorporó a la Dirección General de Energía y Clima como responsable de la oficina de producción de electricidad, hasta abril de 2014.
Entró en la alta administración en mayo de 2014 como asesor técnico en energía en el gabinete de la ministra de Medio Ambiente, Ségolène Royal, hasta febrero de 2016. Luego trabajó en el departamento de comunidades en Enedis desde mayo de 2016 hasta mayo de 2017, cuando fue nombrado asesor de medio ambiente, energía y transporte del Elíseo hasta abril de 2019. Después de unirse al gabinete de Stanislas Guerini y al proyecto del presidente Enmanuel Macron En Marche desde mayo de 2019 hasta julio de 2020 para liderar la campaña para las elecciones municipales de 2020, fue jefe de la división de medio ambiente, agricultura, transporte, vivienda, energía y mar en el gabinete del Primer Ministro  Posteriormente fue nombrado Secretario General de Planificación Ecológica el 13 de julio de 2022, bajo la autoridad del Primer Ministro,
El 17 de febrero de 2025 anunció por sorpresa que dejaba su puesto de Secretario General de Planificación Ecológica y se uniría al grupo Idex, que despliega energía baja en carbono, en marzo de 2025.